# Mártires de Carral
São conhecidos por "Mártires de Carral" os militares sublevados em vários locais da Galiza em 1846 contra o presidente do Governo espanhol Narváez, e que foram executados na vila corunhesa de Carral.

## Os factos
Sob reinado de Isabel II em Espanha, que na altura não passava de uma menina de 13 anos, o presidente do Governo, o general Narváez, instaurou uma ditadura que provocou protestos e levantamentos populares. A 2 de Abril de 1846, aconteceu em Lugo uma dessas revoltas de teor liberal, chefiada pelo coronel Miguel Solís e Cuetos, que chegou a dissolver o Conselho Provincial e a deputação; outras praças aderiram à revolta nos dias seguintes, até ser constituída em Santiago de Compostela a Junta Superior do Reino da Galiza, que reclamou liberdades e direitos que Narváez tinha abolido, bem como respeito para a Galiza, que os revoltados consideravam literalmente tratada como "verdadeira colónia da corte".

## A repressão da revolta
O general Narváez respondeu com o envio de tropas sob o comando do general La Concha, com o intuito de reconquistar o território. No dia 23, começou a batalha de Cacheiras entre tropas vindas de Madrid e as galegas de Solís, que foram finalmente derrotadas devido à grande superioridade das forças governativas. As tropas vencedoras submeteram a capital da Galiza ao saque, como parte da desforra pela revolta e o apoio popular à mesma.
O coronel Solís, refugiado em São Martinho Pinário, veio a entregar-se na mesma tarde do dia 23, sendo levado a tribuntal sumaríssimo e condenado à morte na vila de Carral, perto da Corunha. O julgamento não decorreu em Santiago de Compostela nem na própria Corunha por medo a que provocasse novas revoltas dos sectores que tinham participado nos levantamentos anteriores.
Levado ao átrio da igreja de Paleo, em Carral, Solís foi lá fuzilado, tal como o comandante Vítor Velasco e mais dez oficiais envolvidos na revolta contra o Governo espanhol. Esses fuzilamentos aconteceram entre Carral e Paleo, na fraga do Rin, à noitinha do mesmo dia, sendo enterrados para o outro dia no cemitério de Paleo. Os túmulos podem ainda hoje ser vistos, sem qualquer inscrição identificativa dos revoltados. O padre que assistiu ao fuzilamento dos "mártires" registou na acta de defunção: "Espectáculo horroroso. Triste Memória"...

## O monumento em lembrança aos mártires
Dez anos depois, um novo governo declararia "beneméritos da Pátria" os doze fuzilados. As Cortes concederam-lhes a "Cruz de valor e constância" e foi decretada a construção de um monumento, que só foi levantado em 1904, por iniciativa da chamada Liga Galega da Corunha, e que ainda fica hoje em pé, construído numa praça de Carral em granito das canteiras de Illó, desenhado pelo arquitecto lucense Juan Álvarez Mendoza. O monumento inclui o escudo da Galiza e a inscrição: "Aos mártires da liberdade mortos a 26 de Abril de 1846. Liga Galega na Corunha".
O tal monumento, embora não seja propriamente um cruzeiro, é baseado nesse elemento da arquitectura popular galega, e desde que foi inaugurado tem sido local referencial para homenagens aos Mártires de Carral por parte do nacionalismo galego, tal como a decorrida a 26 de Abril de 1931, em que o escritor e militante nacionalista galego Manuel Lugrís Freire discursou aos congregados, conservando-se uma imagem do acto.

## Carácter da revolta dos Mártires de Carral
Um dos pais do nacionalismo galego, progressista e moderno, Manuel Murguia, interpretou essa Primavera de 1846 como o desabrochar da ilusão e o progresso republicanista e liberal contra o autoritarismo do Governo espanhol presidido por Narváez. Além disso, essa foi a primeira pedra da constituição do movimento em defesa dos direitos nacionais da Galiza, sendo considerado um episódio constitutivo do protonacionalismo galego, sempre ligado às ideias do progresso e a esquerda. Daí que o nacionalismo e o independentismo galego tenham sempre considerado o levantamento de Solis como parte da própria tradição soberanista galega.